# نظرية الحقل (علم الاجتماع)
في علم الاجتماع، تبحث نظرية الحقل في كيفية بناء الأفراد الحقول الاجتماعية، وتأثرهم بهذه الحقول. الحقول الاجتماعية هي بيئات تحدث فيها المنافسة بين الأفراد وبين المجموعات، مثل الأسواق والمجالات الأكاديمية والأنواع الموسيقية وغيرها.
توفر الحقول مواقع مختلفة يمكن للوكلاء في المجتمع أن يشغلوها. ويسمى اللاعبون المسيطرون في الحقل أصحاب المواقع. بشكل عام، يكرس أصحاب المواقع جهودهم في سبيل الحفاظ على الحقل كما هو، لأن التغيرات في قواعد المنافسة تهدد استقرار مواقعهم المهيمنة. قد يوجد في الحقل أيضًا متمردون يسعَون إلى تغيير الحقل كي يتمكنوا من التنافس مع أصحاب المواقع بنجاح. تحصل التغيرات الكبيرة في الحقول المستقرة بتأثير أصحاب المواقع الناجحين أو تدخل الحقول الأخرى، أو بفعل التغييرات في القواعد التي تفرضها الحكومة.
بشكل عام، تخلق المواقع المختلفة في الحقل حوافز مختلفة. يختبر الأفراد الموقع في الحقل على هيئة دافع.
تتميز الحقول غير المستقرة بالتغير السريع وأشكال المنافسة المدمرة في أحيان كثيرة، كالمنافسة البحتة في الأسعار التي تجعل هوامش الربح في مستويات متدنية جدًا. لذا تحتاج الحقول إلى الاستقرار من خلال تطبيق قواعد تضمن ألا تأخذ المنافسة أشكالًا مدمرة. نادرًا ما تتشكل الحقول المستقرة بذاتها، إذ يجب أن يبنيها رواد الأعمال الماهرون. وكثيرًا ما تلعب الحكومة دورًا في هذه العملية.

## صيغة الحقول عند بورديو
الحقل (بالفرنسية :champ) من المفاهيم الأساسية عند الباحث الاجتماعي الفرنسي بيير بورديو. في صياغته، الحقل هو إطار مكون من الوكلاء والمواقع الاجتماعية. يتحدد موقع كل وكيل في الحقل نتيجةً للتفاعل بين قواعد الحقل الخاصة وطبيعة الوكيل (الخلقة) وقدراته (الاجتماعية والاقتصادية و الثقافية). تتفاعل الحقول مع بعضها، وتكون بنيتها هرمية: القسم الأكبر أدنى من الحقل الأكبر من ناحية السلطة والطبقة.
بدلاً من حصر تحليله للعلاقات الاجتماعية والتغير الاجتماعي في إطار الوكالة الطوعية أو في زاوية المفهوم البنيوي للطبقة الاجتماعية، يستخدم بورديو مفهوم الحقل الذي يصل بين الوكالة والبنية: فالحقل عنده ساحة اجتماعية تاريخية غير متجانسة يتحايل فيها الناس ويناضلون في سعيهم لنيل الموارد المرغوبة.

### النظام الاجتماعي
عند بورديو، الحقل نظام من المواقع الاجتماعية (على سبيل المثال، مهنة كالقانون) تنظمها داخليًا علاقات القوة (كاختلاف القوة بين القضاة والمحامين). وبشكل أكثر تحديدًا، يعد الحقل ميدانًا اجتماعيًا للنضال من أجل السيطرة على أنواع معينة من القدرة – والقدرة هي ما يراه الوكيل الاجتماعي مهمًا (المثال الواضح هو القدرة المالية). تُنظم الحقول وفق مستوى عمودي وآخر أفقي. ما يعني أن الحقول لا تماثل تمامًا الطبقات، وغالبًا ما تكون مساحات مستقلة للتفاعل الاجتماعي. يمتاز حقل القوة بأنه «أفقي» يعبر كافة الحقول وأن النضال فيه يتحكم «بسعر صرف» أشكال القدرة الثقافية أو الرمزية أو المادية بين الحقول. يتكون الحقل من الفروق النسبية في مواقع الوكلاء الاجتماعيين، وتبدأ حدود الحقل حيث ينتهي تأثيره. يمكن أن تكون الحقول المختلفة مستقلة أو مترابطة (تأمل الفصل بين السلطة القضائية والسلطة التشريعية على سبيل المثال). توجد حقول وعلاقات أكثر في المجتمعات الأكثر تعقيدًا.